# Vega Almohalla
Vega Almohalla,el nombre de Vega Martín Hernández. (Ávila, 8 de mayo de 1996), es una cantante y compositora.
Es una artista española originaria de Ávila, destacada por su singularidad musical y su talento multifacético. Conocida por su habilidad para fusionar estilos musicales diversos, Almohalla ganó notoriedad con el sencillo "En El Aire", una composición que mezcla el pop contemporáneo con elementos tradicionales de la jota, ofreciendo una experiencia auditiva innovadora y auténtica.
Además de "En El Aire", su carrera incluye otras canciones de éxito como "Te Miro" y "París", ambas destacadas en la popular serie de Netflix Élite, capturando una amplia audiencia internacional. Su trabajo en la banda sonora de la serie le otorgó un mayor reconocimiento, cautivando a millones de espectadores en todo el mundo.
Junto con su éxito en la música, Vega Almohalla también ha incursionado en el mundo de la actuación. Forma parte del elenco de la obra Capricho Divino, presentada en el renombrado Teatro La Encina de Madrid. Su presencia en la escena artística es notable, combinando la música con el teatro y ampliando su impacto en la cultura contemporánea española.
En 2025, lanzó dos nuevos sencillos como adelanto de su próximo EP titulado Tensa, previsto para mayo del mismo año. Estos lanzamientos marcan una nueva etapa en su evolución artística, caracterizada por una exploración más profunda de su universo sonoro. Actualmente se encuentra desarrollando nuevos proyectos musicales que verán la luz próximamente.